# Nußeltsche Wasserhauttheorie
Die Nußeltsche Wasserhauttheorie bezeichnet die von Wilhelm Nußelt im Jahr 1916 vorgestellte Theorie zum Wärmeübergang bei der laminaren Filmkondensation an Rohren und senkrechten oder geneigten Wänden.
Aufgrund der großen technischen Bedeutung der Wärmeübertragung durch Kondensationsvorgänge wurde Nußelts Theorie durch zahlreiche Experimente korrigiert und durch andere Autoren um die Beschreibung turbulenter Kondensatfilme erweitert.
Nußelt leitete die Formel zur Berechnung des mittleren Wärmeübergangskoeffizienten des Kondensatfilms {\displaystyle \alpha _{\rm {m}}} für den Wärmeübergang vom Dampf zur Wand her.

## Grundprinzip Wasserhaut
Die grundlegende Annahme der Theorie von Nußelt ist die, dass das Temperaturgefälle zwischen Dampf- und Wandtemperatur {\displaystyle \vartheta _{\rm {s}}-\vartheta _{\rm {0}}} auf den Kondensatfilm (die Wasserhaut) entfällt, der sich an der kalten Wand bildet.
Des Weiteren wird angenommen, dass innerhalb des dünnen Kondensatfilms der konvektive Wärmeübergang und die Strahlung vernachlässigt werden können und nur die Wärmeleitung des Wassers für den Wärmetransport zur Wand relevant ist.
Damit findet die Kondensation des Dampfes nur an der Kondensatoberfläche statt und das nur in einer Menge, die der transportierten Wärmemenge an dieser Stelle entspricht.
Der anwachsende Kondensatfilm strömt durch die Schwerkraft nach unten, wobei die Schichtdicke stetig zunimmt.
Unter der Annahme, dass sich eine stationäre Strömung herausbildet, sind die durch Schubspannungen ausgeübten Kräfte im Gleichgewicht mit der Schwerkraft.
{\displaystyle {\frac {\partial \tau }{\partial y}}=-\varrho _{\rm {L}}g+{\frac {{\rm {d}}p}{{\rm {d}}x}}}
mit {\displaystyle \textstyle {\frac {{\rm {d}}p}{{\rm {d}}x}}=\varrho _{\rm {G}}g},
wodurch sich bei einem newtonschen Fluid ({\displaystyle \tau =\eta _{\rm {L}}{\tfrac {\partial w}{\partial y}}}) ein parabolisches Geschwindigkeitsprofil {\displaystyle w} herausbildet
{\displaystyle w=-{\frac {(\varrho _{\rm {L}}-\varrho _{\rm {G}})g}{2\eta _{\rm {L}}}}y^{2}+c_{\rm {1}}y+c_{\rm {0}}}
Hier sind {\displaystyle \varrho _{\rm {L}}} und {\displaystyle \varrho _{\rm {G}}} die Dichten von Wasser in flüssiger, bzw. gasförmiger Phase, {\displaystyle \eta _{\rm {L}}} die dynamische Viskosität des Wassers, {\displaystyle c_{\rm {1}}} und {\displaystyle c_{\rm {0}}} die Integrationskonstanten und {\displaystyle y} der Abstand von der Wand.
Als Einschränkung ist noch zu nennen, dass diese Gleichung nur bei kleinen Temperaturunterschieden gilt, da bei der Integration die Temperaturabhängigkeit der dynamischen Viskosität vernachlässigt wird.
Mit der Haftbedingung des Wassers an der Wand ist die Geschwindigkeit an dieser Stelle {\displaystyle w(y=0)=0}.
Damit ist die Konstante {\displaystyle c_{\rm {0}}=0}.
Bei ruhendem oder langsam strömendem Dampf ist der Geschwindigkeitsunterschied zwischen Kondensat und Dampf so gering, dass die Schubspannung des Dampfes an der Kondensatoberfläche vernachlässigt werden kann.
{\displaystyle {\frac {\partial w}{\partial y}}=0}
Damit wird für {\displaystyle y=\delta }
{\displaystyle c_{\rm {1}}={\frac {(\varrho _{\rm {L}}-\varrho _{\rm {G}})g\delta }{\eta _{\rm {L}}}}}

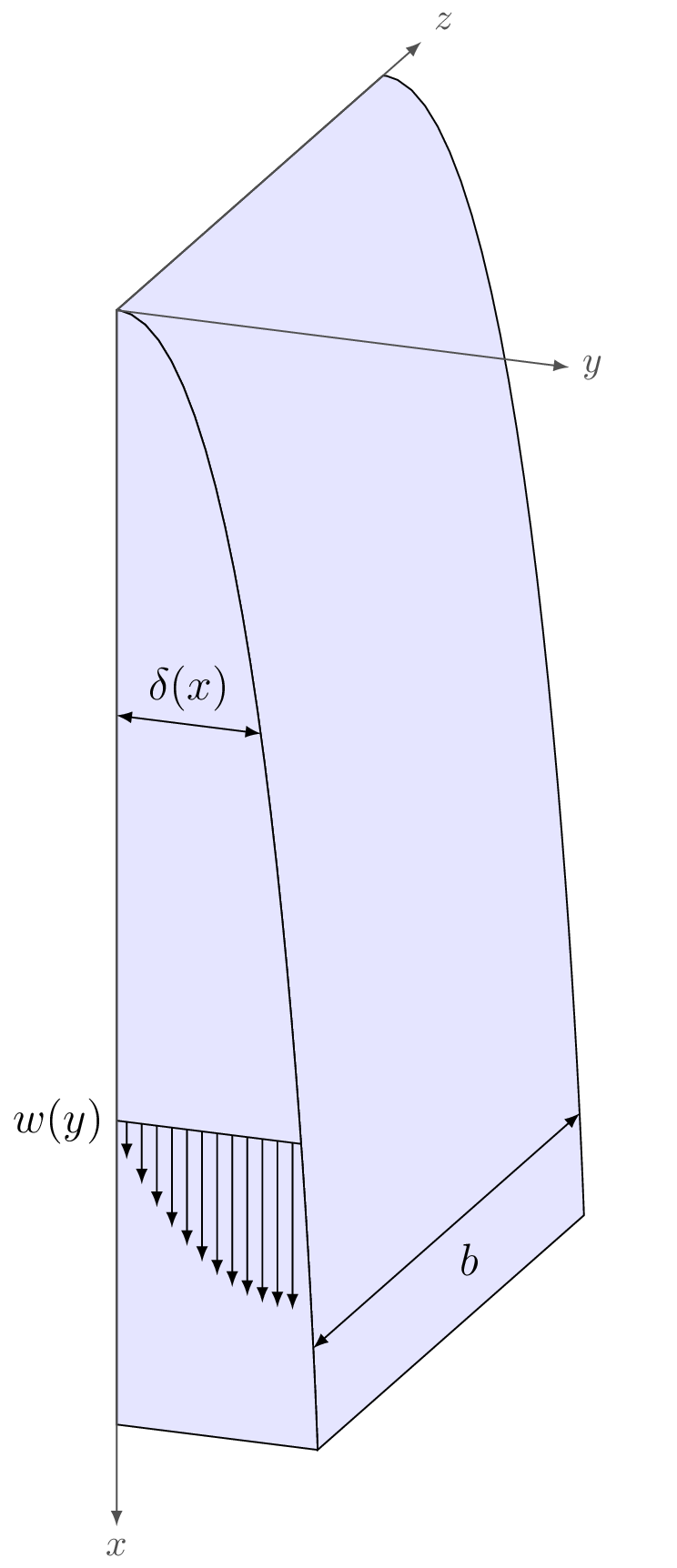
Schematische Darstellung der Wasserhaut an einer Wand

Aus der Integration erhält man die mittlere Geschwindigkeit {\displaystyle w_{\rm {m}}(x)} über die Filmdicke {\displaystyle \delta (x)}
{\displaystyle w_{\rm {m}}={\frac {1}{\delta }}\int _{0}^{\delta }w\,{\rm {d}}y={\frac {(\varrho _{\rm {L}}-\varrho _{\rm {G}})g}{3\eta _{\rm {L}}}}\delta ^{2}}
Der Kondensatmassenstrom ergibt sich über die Breite {\displaystyle b} zu
{\displaystyle {\dot {M}}=w_{\rm {m}}\varrho _{\rm {L}}b\delta ={\frac {\varrho _{\rm {L}}(\varrho _{\rm {L}}-\varrho _{\rm {_{G}}})gb}{3\eta _{\rm {L}}}}\delta ^{3}}
Entsprechend der Annahme, dass nur die Wärmeleitung im Kondensat betrachtet wird, ergibt sich der transportierte Wärmestrom zu
{\displaystyle {\rm {d}}{\dot {Q}}=\lambda _{\rm {L}}{\frac {\vartheta _{\rm {s}}-\vartheta _{\rm {0}}}{\delta }}b\,{\rm {d}}x}
Aus der Kopplung von Wärme- und Massenstrom über die Verdampfungsenthalpie ({\displaystyle {\rm {d}}{\dot {Q}}=\Delta h_{\rm {v}}\,{\rm {d}}{\dot {M}}}) lässt sich unter der Voraussetzung konstanter Wärmeleitfähigkeit bei der betrachteten Temperaturdifferenz mit der Ableitung des Massenstrom {\displaystyle {\tfrac {{\rm {d}}{\dot {M}}}{{\rm {d}}\delta }}} die Differentialgleichung der Schichtdicke aufstellen.
{\displaystyle \delta ^{3}{\frac {{\rm {d}}\delta }{{\rm {d}}x}}={\frac {\lambda _{\rm {L}}\eta _{\rm {L}}}{\varrho _{\rm {L}}(\varrho _{\rm {L}}-\varrho _{\rm {G}})g\Delta h_{\rm {v}}}}(\vartheta _{\rm {s}}-\vartheta _{\rm {0}})}
Fließt kein Kondensatstrom von oben auf die betrachtete Fläche, lässt sich die Integrationskonstante bei {\displaystyle \delta (x=0)=0} zu {\displaystyle c=0} bestimmen und die Filmdicke wird durch
{\displaystyle \delta =\left[{\frac {4\lambda _{\rm {L}}\eta _{\rm {L}}(\vartheta _{\rm {s}}-\vartheta _{\rm {0}})}{\varrho _{\rm {L}}(\varrho _{\rm {L}}-\varrho _{\rm {G}})g\Delta h_{\rm {v}}}}x\right]^{1/4}}
beschrieben.
Das bedeutet, dass die Filmdicke zunächst sehr stark, dann immer schwächer über die Wandhöhe anwächst.
Der Wärmeübergangskoeffizient {\displaystyle \alpha } auf der Höhe {\displaystyle x} ergibt sich zu
{\displaystyle \alpha ={\frac {\lambda _{\rm {L}}}{\delta }}=\left[{\frac {\varrho _{\rm {L}}(\varrho _{\rm {L}}-\varrho _{\rm {G}})g\Delta h_{\rm {v}}\lambda _{\rm {L}}^{3}}{4\eta _{\rm {L}}(\vartheta _{\rm {s}}-\vartheta _{\rm {0}})}}{\frac {1}{x}}\right]^{1/4}}.
Aus der Integration über die Höhe {\displaystyle H} der Wand erhält man den mittleren Wärmeübergangskoeffizient {\displaystyle \alpha _{\rm {m}}}.
{\displaystyle \alpha _{\rm {m}}={\frac {1}{H}}\int _{0}^{H}\alpha \,{\rm {d}}x={\frac {4}{3}}\alpha (x=H)={\frac {4}{3}}\left[{\frac {\varrho _{\rm {L}}(\varrho _{\rm {L}}-\varrho _{\rm {G}})g\Delta h_{\rm {v}}\lambda _{\rm {L}}^{3}}{4\eta _{\rm {L}}(\vartheta _{\rm {s}}-\vartheta _{\rm {0}})}}{\frac {1}{H}}\right]^{1/4}} 
Die wichtigste Erkenntnis dieser Formel ist die Abhängigkeit des Wärmeübergangskoeffizienten von der Temperaturdifferenz zwischen Dampf und Wand.
Nußelt zeigt damit, dass der Wärmeübergang bei steigenden Temperaturdifferenzen abnimmt.

### Anpassungen für geneigte Wände und Rohre
Bei der Betrachtung von geneigten Wänden muss die Fallbeschleunigung {\displaystyle g} zur Berücksichtigung des Neigungswinkels {\displaystyle \gamma } durch den Ausdruck {\displaystyle g\cos \gamma } ersetzt werden.
Damit ergeben sich die Wärmeübergangskoeffizient, bzw. mittlerer Wärmeübergangskoeffizient zu
{\displaystyle \alpha _{\gamma }=\alpha (\cos \gamma )^{1/4}} und {\displaystyle \alpha _{{\rm {m}}\gamma }=\alpha _{\rm {m}}(\cos \gamma )^{1/4}}
Für senkrecht stehende Rohre ist die Wandbreite {\displaystyle b} unter der Annahme, dass der Rohrdurchmesser groß im Vergleich zur Filmdicke ist, gleich dem Rohrumfang {\displaystyle \pi d} zu setzen.
Geneigte Rohre können durch die vorliegenden Gleichungen nicht beschrieben werden, da sich der Kondensatfilm nicht gleichmäßig über die Oberfläche verteilt.
Nußelt hat jedoch das Kondensationsverhalten an waagerechten Rohren betrachtet.
Dabei sei {\displaystyle r} der Radius des waagerechten Rohres und {\displaystyle \varphi } der Winkel, den ein Strahl durch den betrachteten Punkt der Oberfläche mit dem Lot bildet.
Damit bildet {\displaystyle g\sin \varphi } den senkrecht wirkenden Teil der Fallbeschleunigung an der Rohroberfläche und kann analog zu {\displaystyle g\cos \gamma } in die Kondensatgeschwindigkeit eingesetzt werden.
Aus der Kopplung von Wärme- und Massenstrom erhält man wiederum eine Differentialgleichung für die Filmdicke in Abhängigkeit vom Winkel {\displaystyle \varphi }.
{\displaystyle w_{\rm {m}}={\frac {(\varrho _{\rm {L}}-\varrho _{\rm {G}})g}{3\eta _{\rm {L}}}}\delta ^{2}\,\sin \varphi }
{\displaystyle {\rm {d}}{\dot {Q}}=\lambda _{\rm {L}}{\frac {\vartheta _{\rm {s}}-\vartheta _{\rm {0}}}{\delta }}r\,{\rm {d}}\varphi }
{\displaystyle \delta {\frac {{\rm {d}}(\delta ^{3}\sin \varphi )}{{\rm {d}}\varphi }}={\frac {\lambda _{\rm {L}}3\eta _{\rm {L}}r}{\varrho _{\rm {L}}(\varrho _{\rm {L}}-\varrho _{\rm {G}})g\Delta h_{\rm {v}}}}(\vartheta _{\rm {s}}-\vartheta _{\rm {0}})}
Daraus ergibt sich durch Umformung
{\displaystyle 3\delta ^{3}\sin \varphi {\frac {{\rm {d}}\delta }{{\rm {d}}\varphi }}+\delta ^{4}\cos \varphi ={\frac {\lambda _{\rm {L}}3\eta _{\rm {L}}r}{\varrho _{\rm {L}}(\varrho _{\rm {L}}-\varrho _{\rm {G}})g\Delta h_{\rm {v}}}}(\vartheta _{\rm {s}}-\vartheta _{\rm {0}})}
Nußelt löste die Differentialgleichung, indem er es durch Planimetrierung grafisch integrierte. Eine numerische Lösung liefert jedoch genauere Ergebnisse.
Unter der Bedingung, dass kein Wasser auf das Rohr tropft, lautet die Kondensatfilmdicke an der Stelle {\displaystyle \varphi }
{\displaystyle \delta =\left[{\frac {4}{3\sin(\varphi )^{4/3}}}\int {\sqrt[{3}]{\sin(\varphi )}}\,{\rm {d}}\varphi \right]^{1/4}\left[{\frac {\lambda _{\rm {L}}3\eta _{\rm {L}}r}{\varrho _{\rm {L}}(\varrho _{\rm {L}}-\varrho _{\rm {G}})g\Delta h_{\rm {v}}}}(\vartheta _{\rm {s}}-\vartheta _{\rm {0}})\right]^{1/4}} 
Mit der Definition des Wärmeübergangskoeffizienten {\displaystyle \alpha ={\tfrac {\lambda _{\rm {L}}}{\delta }}} lässt sich der mittlere Wärmeübergangskoeffizient durch Integration über den betrachteten Abschnitt {\displaystyle \varphi _{2}-\varphi _{1}} ermitteln.
Über den Umfang gemittelt ergibt sich der Wärmeübergangskoeffizient damit zu
{\displaystyle \left[\alpha _{\rm {m}}\right]_{0}^{180}=0{,}8057\left[{\frac {2\varrho _{\rm {L}}(\varrho _{\rm {L}}-\varrho _{\rm {G}})g\Delta h_{\rm {v}}\lambda _{\rm {L}}^{3}}{3\eta _{\rm {L}}(\vartheta _{\rm {s}}-\vartheta _{\rm {0}})}}{\frac {1}{d}}\right]^{1/4}}
Der Wert {\displaystyle 0{,}8057} ist numerisch ermittelt und genauer als der ursprünglich von Nußelt ermittelte Wert {\displaystyle 0{,}8024} .
Der Vergleich der senkrechten und waagerechten Lage eines Rohres mit der Länge {\displaystyle H} und dem Durchmesser {\displaystyle d} zeigt, dass an einem waagerechten Rohr der gleichen Abmaße mehr Kondensat ausfällt, als in senkrechter Lage.
{\displaystyle {\frac {\alpha _{\rm {m,waag}}}{\alpha _{\rm {m}}}}=0{,}772\left[{\frac {H}{d}}\right]^{1/4}}
Mit Bezug auf die technischen Anwendungen hat Nußelt ebenfalls den Fall einer Rohrkaskade betrachtet.
Für ein Rohr, auf das das Kondensat eines darüberliegenden Rohres tropft, muss die Anfangsbedingung der Differentialgleichung geändert werden, so dass für {\displaystyle \varphi =0} die Filmdicke {\displaystyle \delta } gegen {\displaystyle \infty } läuft.
Mit der ansteigenden Filmdicke über die Anzahl der übereinander liegenden Rohre verschlechtert sich mit der Zahl der Rohre der Wärmeübergang.
Für das zweite Rohr ermittelte Nußelt, dass der Wärmeübergang nur 68 % des ersten Rohres beträgt.
Ein mittlerer Wärmeübergangskoeffizient für die Rohrkaskade lässt sich durch
{\displaystyle \alpha _{\rm {mn}}={\frac {\alpha _{\rm {m1}}}{n^{1/4}}}}
ermitteln.

### Einfluss der Dampfgeschwindigkeit
Für strömende Dämpfe muss die Schubspannung {\displaystyle \tau =\eta _{\rm {L}}{\tfrac {\partial w}{\partial y}}} an der Kondensatoberfläche berücksichtigt werden. Damit verändert sich die Integrationskonstante {\displaystyle c_{1}} des Geschwindigkeitsprofils zu
{\displaystyle c_{1}={\frac {(\varrho _{\rm {L}}-\varrho _{\rm {G}})g\delta }{\eta _{\rm {L}}}}\pm {\frac {\tau }{\eta _{\rm {L}}}}}
Die Schubspannungskomponente ist hier positiv, wenn Dampf- und Kondensatstrom in die gleiche Richtung strömen. Für aufwärts strömenden Dampf ist die Komponente negativ.
Bei einer Rohrströmung ergibt sich die Schubspannungsverteilung bei Annahme eines Kräftegleichgewichts zwischen Druck- und Reibungskräften zu
{\displaystyle \tau \pi d={\frac {\pi d^{2}}{4}}{\frac {{\rm {d}}p}{{\rm {d}}x}}}
Über den Druckverlust bei der Dampfgeschwindigkeit {\displaystyle w_{\rm {G}}} lässt sich {\displaystyle \tau } bestimmen.
{\displaystyle {\frac {{\rm {d}}p}{{\rm {d}}x}}=\zeta {\frac {\varrho _{\rm {G}}w_{\rm {G}}^{2}}{d}}}
{\displaystyle \tau =\zeta {\frac {\varrho _{\rm {G}}w_{\rm {G}}^{2}}{4}}}
Analog zur Herleitung für ruhenden Dampf erhält man die erweiterten Gleichungen für die mittlere Geschwindigkeit und den Massenstrom.
{\displaystyle w_{\rm {m}}={\frac {1}{\delta }}\int _{0}^{\delta }w\,{\rm {d}}y={\frac {(\varrho _{\rm {L}}-\varrho _{\rm {G}})g}{3\eta _{\rm {L}}}}\delta ^{2}\pm {\frac {\tau \delta }{2\eta _{\rm {L}}}}}
{\displaystyle {\dot {M}}=w_{\rm {m}}\varrho _{\rm {L}}b\delta ={\frac {\varrho _{\rm {L}}(\varrho _{\rm {L}}-\varrho _{\rm {_{G}}})gb}{3\eta _{\rm {L}}}}\delta ^{3}\pm {\frac {\varrho _{\rm {L}}\tau \delta ^{2}b}{2\eta _{\rm {L}}}}}
Weiterhin erhält man mit der Energiebilanz einen Ausdruck für die Filmdicke.
{\displaystyle \delta ^{4}\pm {\frac {4}{3}}{\frac {\tau \delta ^{3}}{g(\varrho _{\rm {L}}-\varrho _{\rm {G}})}}={\frac {4\lambda _{\rm {L}}\eta _{\rm {L}}(\vartheta _{\rm {s}}-\vartheta _{\rm {0}})}{\varrho _{\rm {L}}(\varrho _{\rm {L}}-\varrho _{\rm {G}})g\Delta h_{\rm {v}}}}x}
Dieser gilt jedoch nur für abwärts strömenden Dampf, da nur unter diesem Umstand die Randbedingung {\displaystyle \delta (x=0)=0} gilt. Bei aufwärts strömendem Dampf kommt es zunächst zu einer Aufteilung des Kondensatstroms. Ein Teil des Kondensats wird mit dem Dampfstrom nach oben abgeführt, während ein anderer Teil des Kondensats durch die Schwerkraft nach unten abgeführt wird. Ab einer Grenzgeschwindigkeit wird das gesamte Kondensat nach oben abgeführt, die Nußelt zu
{\displaystyle w_{\rm {G}}^{2}>{\frac {4\varrho _{\rm {L}}}{\zeta \varrho _{\rm {G}}}}\left[{\frac {12\lambda _{\rm {L}}\eta _{\rm {L}}(\vartheta _{\rm {s}}-\vartheta _{\rm {0}})}{\varrho _{\rm {L}}(\varrho _{\rm {L}}-\varrho _{\rm {G}})g\Delta h_{\rm {v}}}}\right]^{1/4}}
bestimmt hat.